# Jordi Argemí i Vidal
Jordi Argemí i Vidal (Barcelona, 19 de juny de 1936- Barcelona, 19 de gener de 2016) fou un activista antifranquista català, enginyer, dissenyador, escultor, inventor i empresari. Era fill del jugador d'hoquei i cineasta Francesc Argemí i Solà.

## Activista polític
El seu activisme polític va començar a finals dels anys 50 quan va entrar a formar part de l'Acadèmia de Llengua Catalana i, juntament amb Jaume Casajoana, Xavier Polo i Jordi Pujol, entre molts d'altres, va participar en accions clandestines de resistència contra el franquisme, com ara en l'afer Galinsoga, la campanya de boicot contra el director de La Vanguardia Española, Luis de Galinsoga, que va provocar 14.000 baixes en subscripcions i la destitució del director.
Dintre de l'organització clandestina catalanista, i aprofitant la seva formació en enginyeria, Jordi Argemí fou l'encarregat de dissenyar sistemes de camuflatge i enginys de protesta. Va ser el dissenyador de l'enginy desplegable que va permetre la penjada clandestina d'una enorme senyera a les torres de la Sagrada Familia de Barcelona, durant la desfilada de l'exèrcit franquista en la commemoració del dia de la victòria franquista, del 8 de maig de 1960.
La seva lluita per la defensa de la llengua catalana va continuar després de la Transició. Als anys 80 Jordi Argemí i Vidal va entrar a formar part de La Crida, participant en les múltiples accions de reivindicació política per la normalització de l'ús del català. A finals dels 80 va entrar a formar part de l'Associació per a la Delegació Olímpica de Catalunya (ADOC), per al reconeixement internacional de les federacions catalanes. Des d'aleshores i fins a la seva mort, Jordi Argemí va estar vinculat als partits catalans de l'esquerra independentista amb els quals va col·laborar en l'impuls de diferents accions reivindicatives.
Fa formar part de la candidatura del Partit Republicà Català en les Eleccions al Parlament de Catalunya de 2006 i en les Eleccions Municipals de Barcelona del 2007. Prèviament havia estat integrat al Partit per la Independència, amb el qual va concórrer a les Eleccions al Parlament Europeu de 1999 i en les Eleccions Municipals de 1999.

## Dissenyador i empresari
Com a empresari fou fundador i propietari de la fàbrica DIM, d'Art Argemí i de l'Editorial Mediterrània des d'on edità, a finals dels anys seixanta, la revista L'Infantil, la primera i aleshores única revista en català per a lectors infantils.
Com a dissenyador de joguines, articles de decoració i articles publicitaris, entre d'altres projectes fou el creador de les populars copes futuristes amb forma de meteorit, mòduls lunars i ovnis lluminosos de la mítica discoteca barcelonina Planeta 2001.